# Arnold Potts
Pour les articles homonymes, voir Potts.
Arnold William Potts (16 septembre 1896 - 1er janvier 1968) est un pasteur australien et officier de l'armée qui a servi pendant la Première Guerre mondiale et a dirigé la 21e brigade de la seconde force impériale australienne lors de sa défense de la piste Kokoda pendant la Seconde Guerre mondiale. 
Il eut une carrière distinguée, cependant, sa place dans l'histoire fut largement méconnue en raison de son limogeage par le général Thomas Blamey, au moment même où Potts avait combattu les Japonais jusqu'à l'épuisement. Son retrait au combat sur la piste Kokoda fut qualifié de comme « l'un des triomphes les plus critiques de l'histoire militaire australienne et celui qu'une nation apathique doit encore honorer ». De nombreux contemporains ainsi que le biographe officiel de Potts considèrent ce limogeage comme l'une des actions les plus honteuses de la carrière militaire de Blamey. Après son limogeage, Potts a continué à commander la 23e brigade pendant la campagne de Bougainville où il a acquis la réputation d'établir des normes élevées. Il prit sa retraite de l'armée après la fin de la guerre et poursuivit en vain une carrière politique. Il est décédé en 1968, à l'âge de 71 ans.